# Shiprock
Shiprock (Diné Tsé Bit' A'í, geflügelter Felsen) ist eine Felsformation im Nordwesten des US-Bundesstaats New Mexico. Er ist ein Teil des Navajo-Volcanic-Field, eines Vulkangebietes, das sich in der Four-Corners-Region über die Bundesstaaten Arizona, Utah, Colorado und New Mexico erstreckt.
Die englische Bezeichnung „Shiprock“ bedeutet „Schifffelsen“ oder „Felsen in Gestalt eines Schiffes“. Die Form erinnert durchaus an einen Klipper des 19. Jahrhunderts. Das US Geological Survey vermerkte den Felsen in den 1870er Jahren unter diesem Namen. Zuvor nannte ihn Captain J.F. McComb The Needle („Die Nadel“). Der Diné-Name Tsé Bit’ A’í bedeutet in etwa „Felsen in Gestalt von Flügeln“.

## Lage
Der Shiprock erhebt sich 483 Meter über eine Ebene im Nordosten des Gebietes der Navajo-Nation, sowie im Nordwesten des San Juan County. Die nächste größere Stadt ist Farmington, zirka 60 Kilometer weiter östlich. Das Umfeld ist eine Wüsten- und Steppenlandschaft. Der Felsen ist Namensgeber für die nordöstlich am San Juan River gelegene Gemeinde Shiprock.

## Geologie

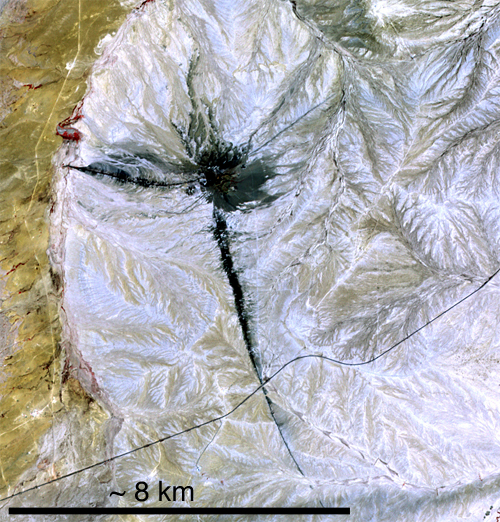
NASA: Satellitenaufnahme in Falschfarben

Shiprock besteht aus vulkanischen Brekzien und magmatischen Dykes. Er ist Überrest eines erodierten Vulkanschlots. Von ihm gehen aufgeschlossene Dykes in vorwiegend drei Richtungen aus, die wie Wände in die umgebende Landschaft ausgreifen. Das Gestein entstand möglicherweise 750 bis 1000 Meter unter der Erdoberfläche. Eine radiometrische Datierung ergab, dass sich die vulkanischen Felsen vor zirka 27 Millionen Jahren verfestigten. Das Colorado-Plateau wurde im Miozän vor etwa 16 Millionen Jahren relativ zu seiner Umgebung angehoben und ist seither verstärkt der Erosion ausgesetzt. Dabei wurde das umgebende Gestein abgetragen, der Shiprock blieb als Härtling stehen. Auf ähnliche Weise ist der zum selben Vulkanfeld gehörende Felsen El Capitan im benachbarten Arizona entstanden.
Die Gesteine des Felsens sind Lamprophyre, vorwiegend Minette. Monchiquit, Olivinischer Leucit und Vogesit sind ebenfalls vorhanden, aber wesentlich seltener. Das Magma des Navajo-Vulkanfeldes wies einen besonders großen Gasgehalt auf, was zu einer großen Eruptionsenergie führte. Daher sind die Gesteine des Schlotes vielfach zu Brekzien gebrochen, häufig sind Granit, Gneis und Schiefer als Xenolithe in das Gestein eingelagert. Kimberlit kommt in anderen Teilen des Vulkanfelds vor, aber nicht am Shiprock. Die Dykes entstanden in einer zweiten Phase, als relativ gasarmes Magma in Spalten und Gänge eindrang. Die Unterschiede lassen sich noch heute gut erkennen. Auf der Nordostseite des Gipfels des Hauptfelsens kann man Setzungen sehen, die wohl durch in den Krater zurückfallendes Gestein entstanden sind.
Aus der Höhe des Felsens kann man eine Mindesthöhe der zum Zeitpunkt der Eruption bestehenden Erdoberfläche und somit der seitdem erfolgten Erosion ableiten. Da ein Vulkanausbruch des lokalen Typs mit hoher Wahrscheinlichkeit einen Krater gebildet hat, muss das Niveau seinerzeit wesentlich mehr als 500 Meter über dem heutigen gelegen haben, aufgrund der Stratigraphie in der weiteren Region wurden maximal 2500 Meter abgetragen, als plausible Schätzung werden insgesamt 1000 Meter oder weniger angenommen.
Unmittelbar nordöstlich des Felsens liegt das Rattlesnake-Oil-Field, eine Lagerstätte von Erdöl. Als sie 1924 entdeckt wurde, war sie die größte Erdöllagerstätte der Welt, es wurde von einer Tochter der Standard Oil Company aufgekauft, der ursprüngliche Entdecker und in geringerem Maße auch die Navajo profitierten von dem Fund. Heute ist sie nahezu trocken.

## Religiöse und kulturelle Bedeutung
Die markante Felsformation ist für das Volk der Navajo von großer religiöser und kultureller Bedeutung. In ihrer Schöpfungsgeschichte Diné bahane war der Shiprock der Horst des Monsters Tsé nináhálééh und seiner Frau. Die beiden geflügelten Wesen gehörten zu den mythologischen Naturgefahren, die erst durch Naayéé' neizghání, den Monstertöter, erschlagen werden mussten, bevor die sich selbst als Diné (Menschen) bezeichnenden Navajo sicher die Erde bewohnen konnten. Der Monstertöter verschonte die Jungen der beiden Monster, aus ihnen wurden Adler und Eule.
Laut einer anderen Erzählung lebten die Diné auf dem Monolithen und verließen ihn nur, um an Wasser zu gelangen und um Landwirtschaft zu betreiben. Eines Tages soll ein Blitz eingeschlagen sein, der jeglichen Zugang zerstörte und nur schroffe, steile Felswände und -nadeln hinterließ. Die Bewohner, die sich zu dem Zeitpunkt auf dem Gipfel befanden, wurden dadurch von der Nahrungsmittelversorgung abgeschnitten und verhungerten. Diné besteigen den Felsen nicht, da sie sonst die Geister der Toten wecken würden. Nach einer weiteren Geschichte stellt Shiprock je nach Version den Medizinbeutel oder den Bogen einer Figur dar, deren untere Extremitäten durch die Carrizo Mountains und deren restlicher Körper inklusive Kopf durch die Chuska Mountains gebildet werden. Es existieren weitere Geschichten über Shiprock.

### Fachliteratur
- Paul T. Delaney: Ship Rock, New Mexico – The vent of a violent volcanic eruption. In: Geological Society of America: Centennial Field Guide – Rocky Mountain Section. Boulder, CO, 1978, S. 411–415.

### Belletristik
- Tony Hillerman: The Fallen Man. Harper, 1996, ISBN 0-06-196777-7.